# 伊藤ハム
伊藤ハム株式会社（いとうハム、英: Itoham Foods Inc.）は、兵庫県神戸市灘区に本店を、同県西宮市に本社を置く大手食品加工メーカー。1928年創業。伊藤ハム米久ホールディングス（持株会社）の完全子会社である。
コーポレートスローガンは、「あふれる笑顔」。
同業他社の日本ハム・プリマハム・丸大食品と共に食肉加工品業界の大手4社の一角である。

## 沿革
- 1928年4月 - 創業者である伊藤傳三の個人経営として、大阪市北区で伊藤食品加工業を創業。
- 1934年 - セロファンウインナー（後のポールウインナー）開発。
- 1946年 - 神戸市灘区備後町において、合名会社伊藤食品工業を復興。
- 1947年 - 寄せハム（後のプレスハム）を開発。
- 1948年 - 伊藤栄養食品工業株式会社に改組。
- 1959年 - 東京都目黒区三田に目黒工場を開設。
- 1960年 - 西宮工場開設。
- 1961年 - 伊藤ハム栄養食品株式会社に商号変更。
- 1961年 - 東京、大阪証券取引所第2部、神戸証券取引所に上場。
- 1967年 - 東京、大阪証券取引所第1部に上場。
- 1967年 - 乳製品市場に進出。
- 1972年 - レトルト食品市場に進出。
- 1974年 - スキンレスウインナー（現在はパルキー）発売。
- 1983年 - CIを導入、ロゴマーク変更。
- 1984年 - 伊藤ハム株式会社に商号変更。
- 1984年 - 読売ジャイアンツとスポンサー契約。
- 1988年 - ポークビッツ発売[3]。
- 2005年 - 関税法違反（伊藤ハム 輸入豚肉関税法違反）の罪に問われ、罰金3000万円の判決を受ける。
- 2008年 - 東京工場地下水水質問題発生。
- 2009年 - 三菱商事の関連会社となる。
- 2015年 - 同じく三菱商事の関連会社で同業の米久と共同持株会社を設立し、経営統合することで基本合意。
- 2016年3月29日 - 東京証券取引所上場廃止。
- 2016年4月1日 - 持株会社「伊藤ハム米久ホールディングス」を設立。その完全子会社となる。
- 2023年4月1日 - 親会社伊藤ハム米久ホールディングスとの間で、生産や調達部門、国内子会社を吸収分割により親会社に移管し[4]、同時に取手・東京両工場を伊藤ハムデイリー（即日、伊藤ハム米久プラントに社名変更。東京工場は柏工場へ名称変更して、本社も伊藤ハムデイリー東北工場内から伊藤ハム米久プラント柏工場内に移転[5]。）に、豊橋・神戸・西宮・六甲の4工場を伊藤ハムウエスト（即日、伊藤ハム米久フーズに社名変更して、本社も伊藤ハムウエスト九州工場内から伊藤ハム本社内に移転[6]。）へそれぞれ吸収分割により承継した[7]。

## 不祥事・諸問題

### 関税法違反
2005年6月22日、東京地方検察庁から、関税法違反容疑で両罰規定により法人として起訴された。
伊藤ハムに豚肉を販売した食肉輸入会社が、実際より高い単価を輸入申告書に記入して税関に提出することによって、内外価格差にかかる差額関税を免れたとされた。また、大阪国税局による税務調査により、2003年3月期までの5年間に約2億8000万円の申告漏れが指摘され、重加算税を含めて約1億円が追徴課税された。
判決 : 伊藤ハムが輸入豚肉にかかる差額関税制度を悪用し、関税を免れた豚肉約3,000トンを購入したとして、関税法違反（脱税品の購入）の罪に問われた。免れた関税の額は10億円近く。東京地裁、飯田喜信裁判長は 「多数のダミー会社を介在させて隠蔽をはかった巧妙、悪質な犯行で、食肉輸入会社の脱税行為を助長させた責任は重い」 と述べ、罰金1000万円の求刑を超える罰金3000万円の異例の判決を言い渡した。大手食肉加工メーカーが同罪に問われたのは初めて。

### 東京工場地下水水質問題
2008年10月25日、千葉県柏市所在の東京工場で使用している地下水から、基準値を超過したシアン化物イオン・塩化シアンが検出されたと発表。同工場で生産された一部の商品を自主回収することを決めた。同年9月24日に異常を確認しながら、自主回収発表まで約1カ月かかっていた。後に、検出された塩化シアンは検査試薬として用いられた次亜塩素酸によるもので、検査方法の問題であったことが報告された。
2008年10月26日、得意先からの委託製造商品「プライベートブランド（PB商品）」の13商品64万袋のうち、賞味期限内の計31万袋を新たに自主回収するとの事。回収対象は26商品225万袋と発表した。

### 東京工場製トルエン検出商品問題
2008年10月31日、東京工場で製造した商品（ソーセージ）の一部からトルエンが検出された問題で、大日本印刷の関連会社「DNPテクノパック 狭山工場」（埼玉県狭山市）が製造した包装用フィルムにトルエンが付着していたことが原因と発表した。

### グループ会社による豚への性的虐待行為
アメリカ、ワイオミング州にあるグループ会社、Wyoming Premium Farmsにおける豚への性的虐待行為が、米国人道協会により告発された。
2012年5月8日、米国人道協会の調査の結果、無理な交配により、肛門から子宮を脱出させたままで放置されている豚や、糞尿プールで溺れて死んでいる子豚がいること、また子豚を壁にたたきつけたり、強く蹴るなどの虐待行為が行われていることが明らかになった。撮影された映像には、従業員が後ろ足を骨折して動けない豚の背中に乗り、跳ねている様子や、体に障害を負い動けなくなり床に横たわったまま、水と餌を与えられず餓死していく豚の様子などが映されており、これらの取材と撮影された映像をもとに、告発された。アメリカのメディアはニュースとして取り上げ、日本でも報道された。
告発に対し、伊藤ハムはその公式ウェブサイトで2012年5月23日「米国関連会社における家畜への不適切な取り扱いについて」と題し、お詫びと従業員5名を解雇したことを述べている。

## 主な商品

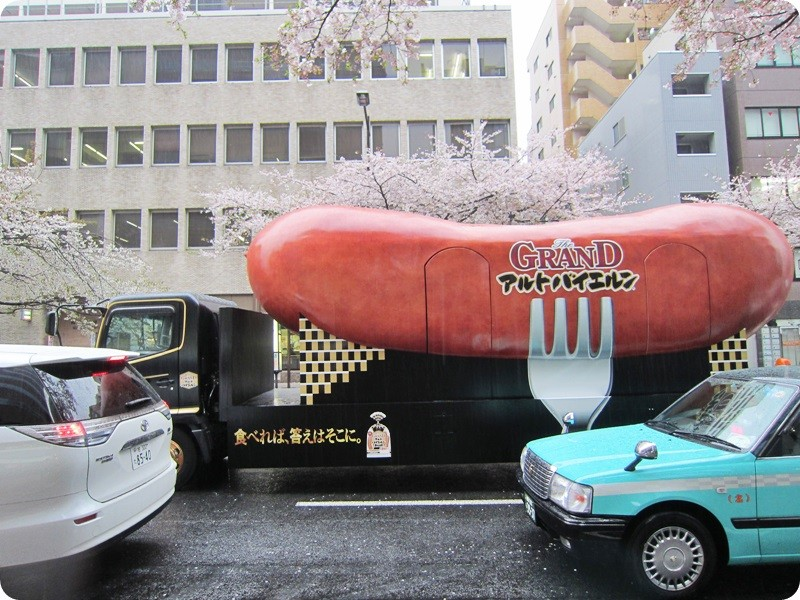
「グランド・ウインナーする〜号」
グランドアルトの新発売に併せて2014年3月から全国各地を巡り、無料試食キャンペーンを展開する、ウィンナーモービルを彷彿とさせるアドトラック。

### ハム・ベーコン
さわやかパックシリーズ・朝のフレッシュシリーズ他

### ソーセージ
ポークビッツ、ポールウインナー、チーズイン、パルキー、The GRAND アルトバイエルン（グランドアルト）他

#### ポールウインナー
他社との差別化を図るべく、創業者伊藤傳三が開発して1934年に発売した。発売当初は、特に商品名もなく「セロファンウインナー」と呼ばれた。セロファン包装のソーセージは動物の腸を使わないため、肉汁が漏れず保存期間が長いという利点があるため各社が模倣し、魚肉ソーセージなどを販売するようになった。
関西地区では、1950年代に売り上げを大きく伸ばし、1960年代から1990年代にかけては学校給食にも登場している。「関西人のいわばソウルフード」などとも評され、関西地区ではポピュラーな存在であるが、他地域ではほとんど販売されていない。
年間1億本（2013年現在）を生産し、同社のソーセージ類の中で販売量第4位（2007年現在）という主力商品でありながら、売り上げの90%以上を関西地区が占めるという（2013年現在）、普及地域や知名度が極端に偏った商品となっている。
腸を使わない商品開発は、皮なしウインナー「パルキー」にも引き継がれている。

### チーズ
キリクリームチーズ、ベルキューブ他

### 調理品
お弁当シリーズ、元祖あぶり焼シリーズ、豚角煮、巨匠の彩シリーズ、ラ・ピッツァ、こてっちゃん他

## 営業・研究・製造拠点

### 本社・事務所
- 本社 - 兵庫県西宮市高畑町4-27（伊藤ハム米久健康保険組合・伊藤ハム米久フーズ本社・伊藤ハム米久フーズ西宮工場併設）
- 本店 - 兵庫県神戸市灘区備後町3-2-1（ジオ六甲道1階・伊藤傳三記念館内）
- 東京事務所 - 東京都目黒区三田1-6-21（伊藤ハム米久ホールディングス本社併設）
- 名古屋事務所 - 愛知県名古屋市中川区清川町
- 札幌事務所 - 北海道札幌市白石区本通21丁目北2-1

### 研究拠点
- 中央研究所 - 茨城県守谷市久保ケ丘1-2-1

### 工場

#### 自社工場
- 取手工場（茨城県取手市）
- 東京工場→柏工場（千葉県柏市（伊藤ハム米久プラント本社併設）、識別記号T）
- 豊橋工場（愛知県豊橋市、識別記号Y）
- 神戸工場・六甲工場（兵庫県神戸市東灘区）
- 西宮工場（兵庫県西宮市（本社併設）、識別記号N）

#### 子会社工場
- 伊藤ハム米久プラント[5]
  - 小樽工場（北海道小樽市）
  - 東北工場（宮城県栗原市）
- 伊藤ハム米久フーズ[6]
  - 北陸工場（富山県小矢部市）
  - 九州工場（佐賀県三養基郡基山町）

### 子会社
- 菊水

など

## 主な広告・番組提供

### 広告出演者
- アグネス・チャン - パルキー（1970年代末期、キャンペーン）
- ショーン・コネリー - （1980年代前期、ギフト）
- シルベスター・スタローン - （1980年代後期、キャンペーン）
- 阿部寛 - The GRAND アルトバイエルン（2010年 - 2019年）
- 二宮和也 - The GRAND アルトバイエルン（2021年 - 2024年3月）
- 中村倫也 - The GRAND アルトバイエルン（2024年4月 - ）
- いとうあさこ - 朝のフレッシュシリーズ
- 伊藤さやか - 巨匠の彩
- 上野樹里 - ハートフルギフト
- 奥寺康彦
- 岡浩也
- 岡田将生 - ラ・ピッツァ（2011年〜）
- 斎藤清六 - チーズイン（1980年代初期）
- 若尾文子
- 酒井和歌子 - 商品名失念（1976年頃）
- 渋谷哲平 - 巨匠の彩
- 春日三球・照代 - チーズイン（1970年代末期）
- 二代目松本白鸚 - ギフト
- 水野真紀 - アルトバイエルンなど
- 斉藤ゆう子 - ポークビッツ（1980年代）
- Folder - ポークビッツ（1998年）
- 石坂浩二 - ファーマーズ（1998年）
- 浅田真央 - 企業広告（2006年〜）
- 速水もこみち - アルトバイエルン
- 中畑清 - チーズイン（1992年）
- 田村正和 - ギフト（2001年〜2010年）
- 田中美佐子 - アルトバイエルン（1990年代〜2000年代）
- 島田紳助
- 道場六三郎、田崎真也、鄭恵淋 - 巨匠の彩
- 桂三枝 - 1976年頃

### キャラクター
- タイガーマスク - パルキー（1980年代）

### 提供番組
現在
特になし
過去
- TBS木曜9時枠の連続ドラマ（TBS）
- 金曜ドラマ（TBS）
- ZIP!（日本テレビ） - 金曜ナショナルセールス枠7:00～7:13頃
- JNNニュースコープ[24]→JNNニュースの森（TBS、主に土曜日）
- はなまるマーケット（TBS）
- マンガのくに（テレビ東京）
- 毎日甲子園ボウル（毎日放送制作・TBS系列、1992年 - 1993年）
- Dramatic Game 1844（日本テレビ）- 主に巨人主催試合